# Sophus Bugge

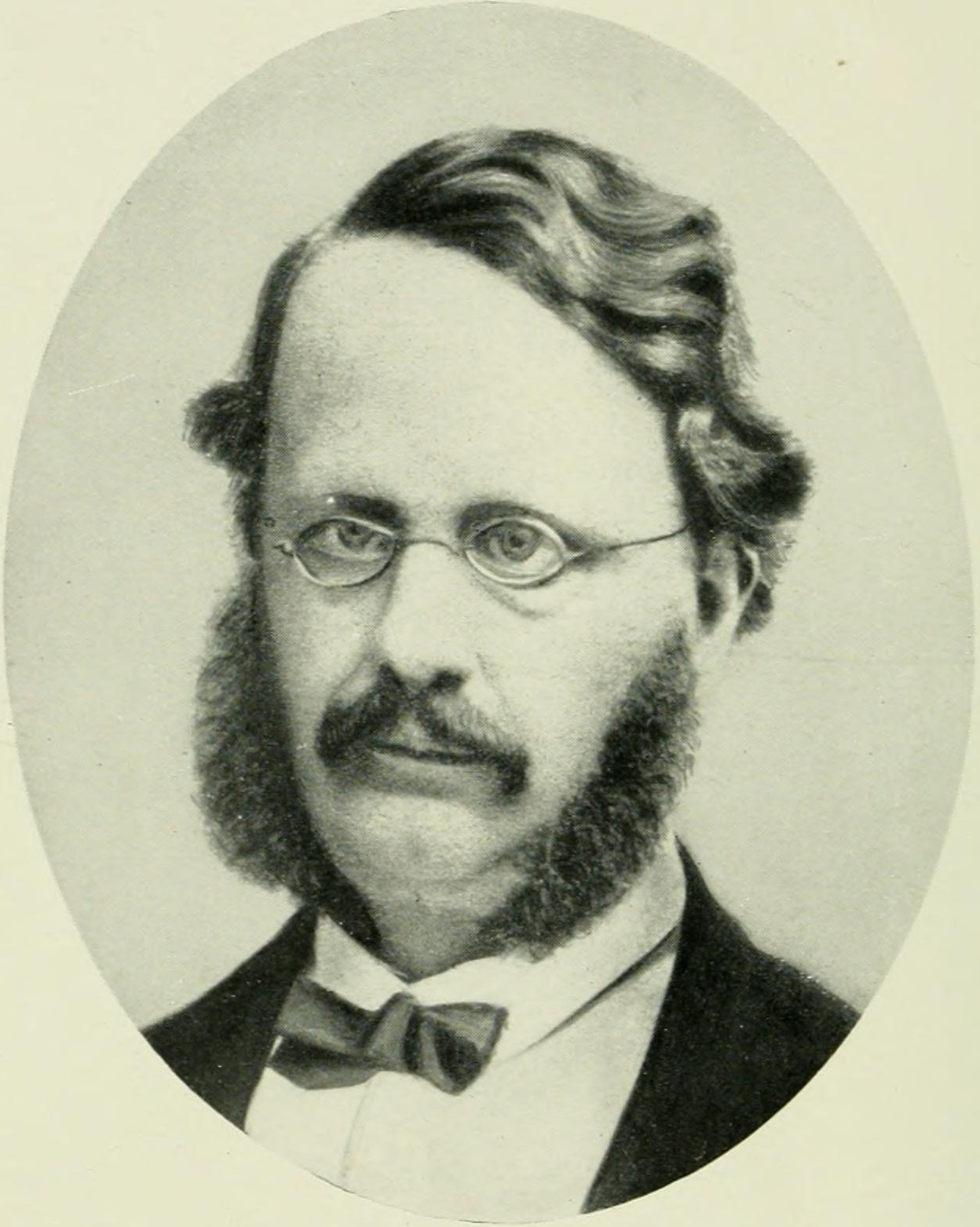
Sophus Bugge

Sophus Bugge (* 5. Januar 1833 in Larvik; † 8. Juli 1907 in Tynset) war ein norwegischer Philologe, der sich besonders mit der altnordischen Sprache und Literatur, aber auch mit der Runologie beschäftigte. Besonders bekannt sind seine Arbeiten zur Prosa- und Lieder-Edda.

## Leben
Bugge erhielt seine Ausbildung in Christiania (heutiges Oslo), Kopenhagen und Berlin. 1866 wurde er in Christiania zum Professor für vergleichende Sprachwissenschaft und Altnordisch ernannt. Neben der Beschäftigung mit norwegischen Volksliedern und Traditionen schrieb er über Runeninschriften und leistete einen gewichtigen Beitrag zur keltischen, romanischen, oskischen, umbrischen und hethitischen Philologie. Schon als Student war er nach Telemark gereist, um norwegische Volkslieder zu sammeln.
Bugge hat eine Vielzahl an philologischen und folkloristischen Büchern verfasst. Sein bekanntestes Werk ist die 1867 erschienene kritische Edition der Lieder-Edda (Originaltitel: Norrœn fornkvæði). Er vertrat die Ansicht, dass die Lieder der Edda und die ältesten Sagas auf christlichen und lateinischen Traditionen fußten, die via England nach Skandinavien importieren worden seien.
Bugge war seit 1858 Mitglied der Norwegischen Akademie der Wissenschaften, seit 1865 der Kongelige Norske Videnskabers Selskab, seit 1870 der Königlich Dänischen Akademie der Wissenschaften, seit 1872 der Königlichen Gesellschaft der Wissenschaften in Uppsala, seit 1878 der Königlich Schwedischen Akademie der Wissenschaften, seit 1881 der Kungliga Vitterhets Historie och Antikvitets Akademien, seit 1885 der Kungliga Vetenskaps- och Vitterhetssamhället i Göteborg, seit 1887 der Göttinger Akademie der Wissenschaften und seit 1902 der Académie des Inscriptions et Belles-Lettres. Am 21. Januar 1896 wurde er vom norwegischen König mit dem Großkreuz des Sankt-Olav-Ordens für „wissenschaftliche Verdienste“ dekoriert. Seit 1869 war er auswärtiges Mitglied der Bayerischen Akademie der Wissenschaften.

## Veröffentlichungen
- 1858. Gamle Norske Folkeviser. Christiania (archive.org)
- 1867. Norrœn fornkvæði. Christiania (archive.org)
- 1890. Etruskisch und Armenisch. Sprachvergleichende Forschungen. Christiania
- 1894. Bidrag til den ældste Skaldedigtnings Historie. Christiania
- 1896. Helge-Digtene i Den Ældre Edda: deres Hjem og Forbindelser. Kopenhagen. (Englische Übersetzung: The Home of the Eddic Poems, 1899)
- 1901. Norsk Sagafortælling og Sagaskrivning i Irland. Christiania

## Märchen
Die Zauberäpfel (vgl. Die Geschichte von dem kleinen Muck) – Sophus Bugge und Rikard Berge